# 子彈出租
《子彈出租》是一部1991年上映的香港動作电影，由袁俊文執導、陳建庭監製、梁偉庭及袁俊文編劇。由張學友主演。

## 剧情
香港殺手集團勢力龐大，集團成員程漢、邵振嶽備受集團老大狄先生力捧，同時狄先生亦向眾人介紹新人阿汕，並指派他跟著程漢辦事。
阿汕為人憨直，做事亦錯漏百出，在第一次的拐帶行動亦差點闖禍，令程漢無奈不已。狄先生與一眾手下敘餐，其中一名手下彪哥因被國際刑警通緝而被狄先生要求自殺，剛才的拐帶行動亦是彪哥的妻女，彪哥逼不得已只好自殺。
阿汕在之後的一次行動裡被目標貴哥拆穿殺手身分，汕目睹接頭人被貴哥活活用電鋸鋸死，還好這時程漢前來支援，槍傷貴哥，但備受打擊的阿汕經已陷入崩潰狀態，不斷開槍掃射貴哥，直至程漢前來接走才作罷。至此之後阿汕變得心狠手辣，不斷接任務以賺錢，他亦成功追求情人阿蘭。就在這時，振嶽在一次行動因被女警要脅與其合作而故意失誤，狄先生發現後要求程漢及阿汕前去殺死其，漢因心軟而放走振嶽，狄先生發現後，指派手下追殺漢及阿汕……

## 演員表
| 演員   | 角色   | 粵語配音 | 備註 |
| 張學友 | 阿汕   | 鄧榮銾   | 職業殺手 程漢之伙伴兼好友 邵振嶽之伙伴 狄先生之下屬 阿蘭之男友 最后在狄先生逃走時用刀殺害其，但終身失去阿漢及阿蘭而崩潰             |
| 任達華 | 程漢   | 陳欣     | 職業殺手 阿汕、邵振嶽之伙伴兼好友 狄先生之下屬 把阿汕帶進殺手行業裏，並把他訓練成最強殺手 最后被狄先生槍殺                          |
| 狄威   | 狄先生 | 陳永信   | 本片終極大反派 殺手集團老板 程漢、邵振嶽、阿汕之上司 性格心狠手辣，陷害程漢、邵振嶽、阿汕 最后在逃走時被阿汕用刀殺害                |
| 羅烈   | 邵振嶽 | 賈鳳悟   | 岳哥 職業殺手 程漢、阿汕之伙伴兼好友 育有老婆及一女 最後被狄先生手下槍殺                                                            |
| 陳淑蘭 | 阿蘭   | 沈小蘭   | 在一次阿汕浸浴時遇見其被欺凌，後被他救走而對阿汕有好感 阿汕之女友 後被狄先生手下錯手槍殺                                            |
| 林聰   | 彪哥   |          | 職業殺手 程漢、邵振嶽之伙伴兼好友 狄先生之下屬 因被國際刑警通緝而被狄先生要求自殺，因為了保護妻女而自殺身亡，但死後妻女卻依然遭殺死 |
| 米奇   | 貴叔   | 馮志輝   | 黑幫老大 阿汕之殺手目標 在中途發現了程漢派的線人並毒打其致死 後被崩潰的阿汕槍殺                                                     |